# جورج هاريس (لاعب كرة قدم أسترالي)
جورج هاريس (بالإنجليزية: George Harris)‏ (6 فبراير 1949 - ) هو لاعب كرة قدم أسترالي في مركز الدفاع. شارك مع منتخب أستراليا لكرة القدم. أما مع النوادي، فقد لعب مع سانت جورج ساينتس ‏ ونادي بلاكتاون سيتي.

## وصلات خارجية
- جورج هاريس على موقع قاعدة بيانات كرة القدم.إي يو (الإنجليزية)